# 商業セミナー
『商業セミナー』（しょうぎょうセミナー）は、NHK教育テレビで1986年4月7日から1989年3月13日まで放送されていた教養番組である。1984年4月2日から1986年3月31日までは『新・商業経営』（しん・しょうぎょうけいえい）と題して放送されていた。

## 概要
商店の経営者と従業員を対象に放送されていた『商店経営』→『商業専科』が商業高校の授業に活用されているのを受け、月曜日昼に放送時間を移してリニューアルした番組である。
いずれも放送時間は毎週月曜日 12:40 - 13:10 （日本標準時）。ただし、学校が長期休暇に入っている時期には毎回25分遅れで放送されていた。

## 出演者
新・商業経営
- 瀬田光彦

商業セミナー
- 大塚利兵衛

## 主なテーマ
- 話題の商店街
- 多様化時代に挑む
- POS講座
- 人気ショップの条件